# Khelifa Benmessaoud
Khelifa Benmessaoud est un footballeur international algérien né le 23 septembre 1951 à Tiaret. Il évoluait au poste de milieu de terrain.

## Biographie
Benmessaoud est formé au sein du club de la JSM Tiaret. Il effectue en parallèle des études de médecine. Il débute en équipe senior à l'âge de seulement 18 ans, au poste d'inter gauche.
En 1973, il est transféré à l'USM Alger. Il se révèle alors comme l'homme fort de l'équipe, et se voit promu capitaine de l'USMA.
En 1979, auréolé de ses bonnes performances, il rejoint la France et le Stade Malherbe Caen. Il évolue alors en Division 3, et réussit à obtenir une promotion en Division 2. Il joue notamment 20 matchs et inscrit trois buts en Division 2 lors de la saison 1980-1981. En parallèle, il termine ses études de médecine, et se spécialise en pneumo-phtisiologie.
Benmessaoud est également sélectionné en équipe nationale junior et militaire. Il reçoit six sélections en équipe d'Algérie, pour deux buts inscrits. Il reçoit sa première sélection en équipe nationale le 13 août 1973, contre les Émirats arabes unis (victoire 2-0). Il joue son dernier match le 25 août 1973, contre l'Irak (score : 0-0).
Benmessaoud  était réputé pour la précision de ses passes, la qualité de ses contrôles, sa vitesse d’exécution et son affection pour le jeu court. Il délivrait également beaucoup de passes décisives.
Après avoir raccroché les crampons, il reste en France et exerce dans une clinique privée à Rouen, comme médecin spécialiste en pneumo-phtisiologie.

## Palmarès
- Finaliste de la Coupe d'Algérie en 1978 avec l'USM Alger
- Champion de France de D3 en 1980 (Groupe Ouest) avec le SM Caen